# روبرت وينثروب
روبرت وينثروب (بالإنجليزية: Robert Winthrop)‏ هو خبير مالي أمريكي، ولد في 18 أبريل 1833، وتوفي في 18 نوفمبر 1892 في نيويورك في الولايات المتحدة.